# 重盛啓之
重盛 啓之（しげもり ひろゆき、1961年〈昭和36年〉4月5日 - ）は、CBCテレビ（CBC）アナウンス部デスク。

## 来歴・人物
三重県三重郡菰野町出身、血液型はA型。三重県立四日市高等学校→東京都立大学経済学部経済学科を卒業。大学在学中はビートルズのファンクラブでアルバイトをしていたことがあった。大学卒業前に放送局を数社受験するも1回目は叶わず、その後オーストラリアに渡ってレストランで働きながら英会話を学び、約1年間を過ごした。帰国し再び入社試験を受け、1985年にCBCにアナウンサーとして入社した。同期アナウンサーは水分貴雅、松山香織、福島敦子。
以後、同局の長寿ラジオ番組「CBC歌謡ベストテン」や90年代の同局の看板テレビ番組であった「ミックスパイください」など多くの同局のテレビバラエティー、ラジオ番組で司会やレポーターを担当。バラエティー班の新たな逸材として早くより高い期待が寄せられていたが、1994年春に当時全盛期よりも視聴率が低迷していた「CBCニュースワイド」の大幅リニューアルに伴い、同番組のキャスターに抜擢されて以降はニュース・報道アナウンサーに転向。その後、自身初のラジオの冠番組「重盛啓之の元気! Mori Mori」のメインパーソナリティーを経て、2002年春の異動でアナウンス部を離れラジオ制作部に転属、同局ラジオの「つボイノリオの聞けば聞くほど」等のプロデューサーを務めた。
ラジオパーソナリティの神山里美とユニットグループmelodyを結成し、CDデビューしている。
2008年7月の異動で、ラジオ制作部を離れ、約6年ぶりにアナウンス部にアナウンサー（総合デスク職）として復帰する。2009年4月までは主にラジオのニュースを担当する。
2009年4月よりきく!ラジオのメインパーソナリティーとなり2021年3月まで12年に渡りパーソナリティを務めた。

## 現在の担当番組
- CBCニュース（CBCテレビ・ラジオ）
- チェリッシュ愛の贈り物（CBCラジオ）

## 過去の担当番組

### アナウンサー時代
- CBC歌謡ベストテン （1986年4月～1988年3月）- パーソナリティー
- ザ・ベストテン（1987年）- 東海地区担当追っかけマン　1987年、レギュラーで担当していた同期の松山香織が出演出来ない時に代理で担当[2]。
- 週末ジャーナル 土曜9時半・さわやか生放送→土曜スケッチ（1987年10月〜1989年9月）- レポーター
- ミックスパイください（1990年4月〜1994年2月）- 中継コーナー担当
- CBCニュースワイド（1994年4月〜1998年9月）- キャスター
- 重盛啓之の元気! Mori Mori（1998年10月〜2002年3月）- メインパーソナリティー
- きく!ラジオ（2009年4月～2021年3月）重盛自身が12年間にわたりパーソナリティを務めた番組で、テレビ・ラジオ含めて最も長い期間ひとつの番組を担当した。
- チャント!（2025年6月4日・7月31日）「60代コンビでおじさんぽ」- リポーター（塩見啓一アナと出演）[3]

### ラジオ制作部所属時代
- つボイノリオの聞けば聞くほど - プロデューサー
- 中西直輝のきく!ラジオ - プロデューサー

## ラジオCM
- UR賃貸住宅
- 再春館製薬、痛散湯
- 屋根技術研究所
- 奥飛騨温泉郷平湯温泉　平湯の森

## 音楽活動
基本的には作詞作曲、プロデュース。
- いつでもどこでも（作詞作曲） - Melody（神山里美、重盛とのユニット）。1991年6月21日、キングレコード
  - 後に渡辺美香with重盛（渡辺美香、重盛とのユニット）でインディーズレーベルでリリース。
- 地平線を追いかけて（作詞作曲）- Melody。1991年6月21日、キングレコード
- あなたこそすべて（作詞作曲） - 神山里美。2006年6月6日
- 星の旅人（作曲。作詞は荒木とよひさ） - 渡辺美香with重盛
- 片道切符（作詞作曲） - 渡辺美香with重盛
- LET MY DREAM COME TRUE（作詞作曲） - YMH（渡辺美香、平野裕加里、重盛とのユニット）